# جو كيلي (سياسي أسترالي)
جو كيلي (بالإنجليزية: Joe Kelly)‏ هو ممرض وسياسي أسترالي، ولد في 1 مارس 1970 في بريزبان في أستراليا. حزبياً، نشط في حزب العمال الأسترالي. وقد انتخب عضو المجلس التشريعي ولاية كوينزلاند عن دائرة Electoral district of Greenslopes ‏ (31 يناير 2015 – ).